# Castanopsis malipoensis
Castanopsis malipoensis är en bokväxtart som beskrevs av Cheng Chiu Huang, J.Q.Li och Li Chen. Castanopsis malipoensis ingår i släktet Castanopsis och familjen bokväxter. Inga underarter finns listade.